# Otto Schenk
  Otto Schenk    (Viena, 12 de juny de 1930 - Oberhofen am Irrsee, 9 de gener de 2025) va ser un actor i director de teatre i òpera austríac.
Schenk va néixer de pares catòlics. El seu pare, advocat, tenia arrels jueves i, per tant, va perdre la feina després de l'Anschluss el 1938. La seva mare era italiana. Schenk va estudiar interpretació al Seminari Max Reinhardt i va començar la seva carrera com a actor al Theater in der Josefstadt i al Wiener Volkstheater, i com a còmic al Kabarett Simpl de Viena. La seva carrera com a director va començar l'any 1953 en petits espais vienesos, i després el va portar a escenaris reconeguts com el Burgtheater, el Kammerspiele de Múnic o el Festival de Salzburg, posant en escena obres de William Shakespeare, Arthur Schnitzler, Ödön von Horváth, Anton Chekhov. El 1957, Schenk va dirigir la seva primera òpera, La flauta màgica de Mozart per al Landestheater de Salzburg. El seu avenç com a director d'òpera va arribar el 1962 amb Lulu d'Alban Berg al "Theater an der Wien".
Aquesta producció es va traslladar més tard a l'Òpera Estatal de Viena, on Schenk va debutar el 1964 amb Jenůfa de Leoš Janáček. Va ser contractat per l'Òpera Estatal com a productor permanent durant diverses temporades, mentre continuava la seva carrera autònoma com a actor, còmic i director a Àustria i Alemanya, treballant per a teatres, teatres d'òpera i produccions de televisió. El 1965 la televisió austríaca el va contractar per dirigir una producció d'estudi de l'Otello de Verdi cantada en alemany amb un repartiment estel·lar. Durant les dècades de 1970 i 1980, Schenk va ser contractat per La Scala, la Royal Opera House de Covent Garden i teatres d'òpera alemanys com l'Òpera Estatal de Berlín, l'Òpera Estatal de Baviera i l'Òpera Estatal d'Hamburg. Les produccions operístiques de Schenk incloïen obres de Mozart, Gaetano Donizetti, Giuseppe Verdi, Antonín Dvořák, Giacomo Puccini, Richard Strauss, Richard Wagner, Ernst Krenek i Friedrich Cerha.
Als Estats Units, Schenk és especialment conegut per les seves muntatges fastuoses, realistes i tradicionalistes a l'Òpera Metropolitana, sobretot la seva producció de l'èpica de quatre òperes de Richard Wagner, Der Ring des Nibelungen, que va ser aclamada pels fans de l'òpera wagneriana tradicionalista com una de les més properes produccions a la veritable visió de Wagner. La producció es va retirar del Met el 2009. Schenk havia debutat al Met amb Tosca de Puccini el 1968; la seva producció de comiat del 2006 va ser Don Pasquale de Donizetti amb Anna Netrebko.
Schenk ha aparegut en més de 30 pel·lícules (la majoria en alemany). El 1973, va dirigir Merry-Go-Round, una pel·lícula basada en Reigen d'Arthur Schnitzler (amb Helmut Berger, Sydne Rome, Senta Berger). Schenk també va protagonitzar l'adaptació escènica de Chuzpe de Lily Brett al Kammerspiele Theatre de Viena.

## Obres seleccionades com a productor d'òpera, director
- Die Zauberflöte (1957), Landestheater Salzburg. Debut com a director d'òpera
- Lulu (1962), Òpera Estatal de Viena (Karl Böhm conductor)
- Othello (opera) (1965), Wiener Sängerknaben, Argeo Quadri, conductor, Dirigit per a la televisió austríaca
- Carmen (1966), Vienna State Opera (Lorin Maazel conducció; amb Christa Ludwig com Carmen)
- Don Giovanni (15 June 1967), Vienna State Opera (disseny de Luciano Damiani; Josef Krips dirigint, amb Cesare Siepi com Don Giovanni i Erich Kunz com Leporello)[4]
- Der Rosenkavalier (1968), Vienna State Opera (Leonard Bernstein conductor)
- Fidelio (1970), Vienna State Opera (Leonard Bernstein conductor)
- Die Fledermaus (1972), Bavarian State Opera Munich
- Le nozze di Figaro (1974), La Scala (Claudio Abbado dirigint, amb Mirella Freni com la comtessa, José van Dam com Figaro, i Teresa Berganza com Cherubino)
- Un ballo in maschera (1975), Royal Opera House, (Claudio Abbado director; amb Plácido Domingo, Katia Ricciarelli, Reri Grist, Piero Cappuccilli)
- Tannhäuser (1977), Metropolitan Opera. Encara en ús al Met .
- Andrea Chénier (1981), Vienna State Opera (Nello Santi dirigint, amb Plácido Domingo en el paper titular)
- Baal (1981, premier), Salzburger Festival (després al Vienna State Opera)
- Der Freischütz (1983), Festival de Bregenzer
- Der Ring des Nibelungen (1986), Metropolitan Opera (James Levine conducting). Es va retirar del Met al maig de 2009.[5]
- Manon Lescaut (1986), Vienna State Opera (Giuseppe Sinopoli conducting, with Mirella Freni as Manon)
- Die Zauberflöte (1988), Vienna State Opera (Nikolaus Harnoncourt dirigint, amb Jerry Hadley com Tamino i Luciana Serra com la Queen of the Night)[6]
- Rigoletto (1989), Metropolitan Opera (Marcello Panni dirigint, amb Leo Nucci en el paper titular, Luciano Pavarotti com el Duke i June Anderson com Gilda).[7]
- Parsifal (1991), Metropolitan Opera (James Levine dirigint, amb Plácido Domingo en el paper titular).
- Elektra (1992), Metropolitan Opera (Deborah Voigt as Chrysothemis).
- Die Meistersinger von Nürnberg (1993), Metropolitan Opera (James Levine conducting).[8]  Still in use at the Met.
- Rusalka (1987), Vienna State Opera (amb Gabriela Beňačková com Rusalka i Václav Neumann conductor).
- Don Pasquale (31 March 2006), Metropolitan Opera (Maurizio Benini dirigir, substituir un ferit James Levine), amb Anna Netrebko com Norina i Juan Diego Flórez com Ernesto

El Metropolitan Opera actualment utilitza les seves produccions de Die Meistersinger von Nürnberg, Tannhäuser, Arabella i Don Pasquale. Moltes de les seves produccions estan disponibles en DVD, incloses les seves produccions de l'Òpera Estatal de Viena de Fidelio i Der Rosenkavalier, i les seves produccions del Met de Parsifal, Die Meistersinger von Nürnberg, Tannhäuser i Der Ring des Nibelungen. L'octubre de 2010, Schenk va tornar al Met per reviure el seu Don Pasquale amb Netrebko. El desembre de 2010, va reviure el seu Der Rosenkavalier (dirigit per Asher Fish, repartiment inclòs Adrianne Pieczonka) a l'Òpera Estatal de Viena.

## Filmografia (selecció)
- Dunja (1955)
- Always Trouble with the Reverend (1972)
- Merry-Go-Round [alemany] (1973) (un remake de la pel·lícula La Ronde de Max Ophüls de 1950, basada en l'obra de Schnitzler)
- Arabella, òpera (1977)
- The Living Corpse (1981)